# Locknʼ Festival
Das Locknʼ Festival, ursprünglich Interlocken Music Festival, ist ein viertägiges Musikfestival, das seit 2013 jedes Jahr im August (anfangs September) auf der Oak Ridge Farm in Arrington (Virginia) stattfindet.
Das Festival zielt in erster Linie auf Jam-Sessions und musikalische Improvisation. Zum ersten Festival vom 5. bis zum 8. September 2013 kamen 25.000 Zuschauer.
Zu den Band und Musikern, die bis heute auf dem Festival aufgetreten sind, zählen unter anderen The Black Crowes, Furthur, Jimmy Cliff, John Fogerty, Jorma Kaukonen, Tedeschi Trucks Band, The Allman Brothers Band, Gary Clark junior, Hot Tuna, Steve Winwood, Taj Mahal, Tom Petty & the Heartbreakers, Wilco, Willie Nelson, The Doobie Brothers, Jefferson Airplane, Dave Mason, Rita Coolidge, Doyle Bramhall II, Mickey Hart, The Wailers, John Butler Trio, George Clinton, Toots & the Maytals, Dead & Company und Sheryl Crow.